# Christoph Carl Pfeuffer

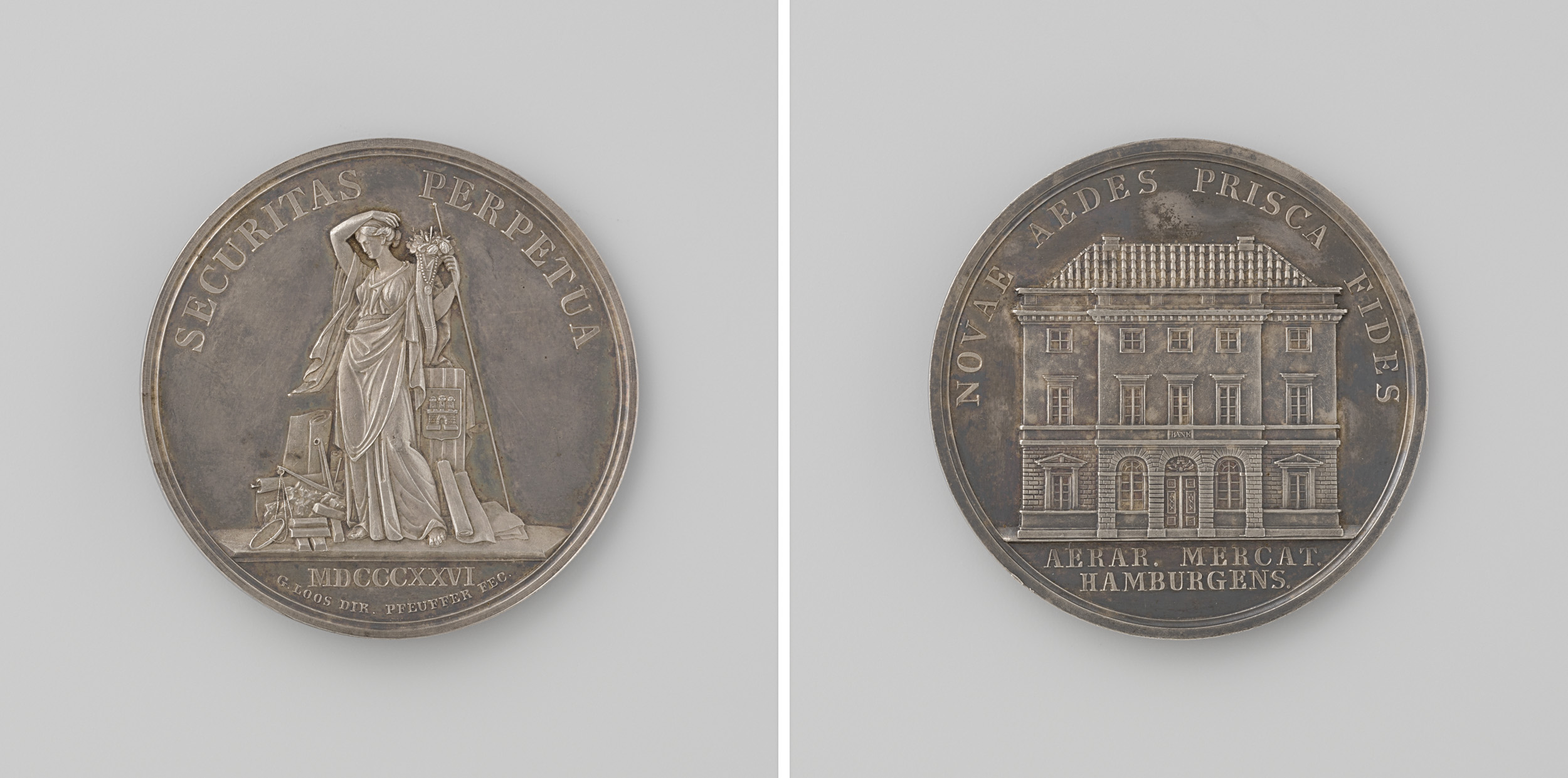
Medaille auf das neu erbaute Bankgebäude in Hamburg (1826)

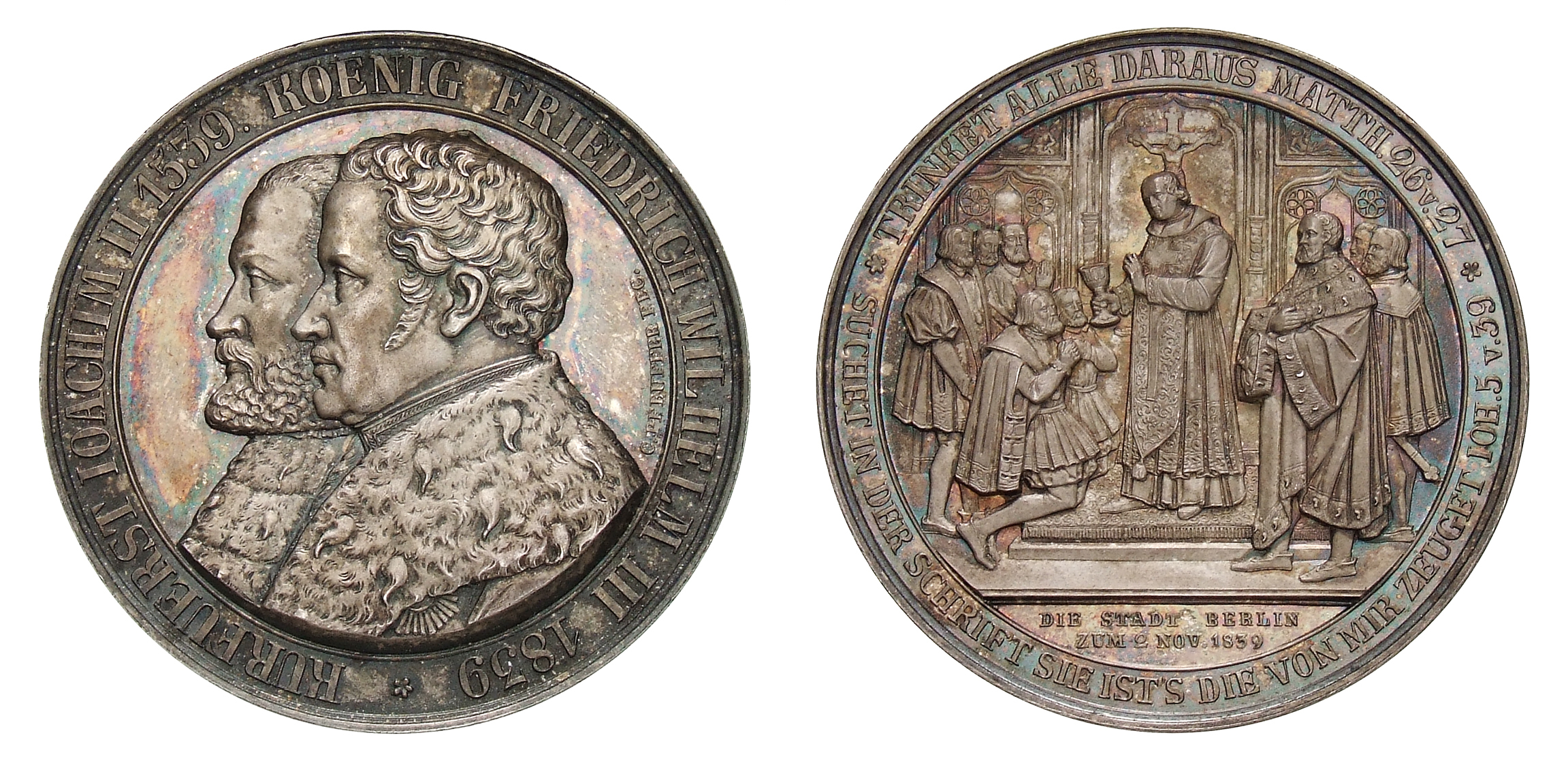
Medaille auf die 300. Jahresfeier der Reformation in Preußen (1839)

Christoph Carl Pfeuffer (* 29. Oktober 1801 in Suhl, Thüringen; † 24. Dezember 1861 in Berlin) war ein deutscher Graveur und Medailleur.

## Leben
Christoph Carl Pfeuffer war der Sohn des Tischlermeisters Johann Heinrich Pfeuffer und dessen Ehefrau Barbara Cadarina, geborene Kreißen.
Er arbeitete als Volontär bei dem kurfürstlich sächsischen Hofgraveur Johann Veit Döll und entwickelte sich dort zu einem erstklassigen Stempelschneider.
1820 zog Pfeuffer nach Berlin und begann seine Arbeit bei der Berliner Medaillen-Münze von Gottfried Bernhard Loos. 1831 heiratete er die 21-jährige Sabine Tugendreich Marggraff und verlor sie bereits ein Jahr später durch Kindbettfieber nach der Geburt ihrer Tochter. Pfeuffer war häufig krank und blieb Berlin treu bis zu seinem Tod durch Lungenschlag am 24. Dezember 1861. Er hinterließ zwei verwaiste Enkelkinder. Pfeuffer war Mitglied der Berliner Freimaurerloge Zum goldenen Pflug. Er wurde auf dem Sophien-Kirchhof in Berlin beerdigt.
- 1820:  Graveur bei der Berliner Medaillen-Münze Loos
- 1828:  Chef d’atelier bei der Berliner Medaillen-Münze Loos. Von 1822 bis 1828 wurden hier etwa 80.000 Medaillen hergestellt und verkauft.
- 1840:  Medailleur bei der Königlichen Münze Berlin.
- 1842:  Königlicher Hof- und Münz-Medailleur.
- 1845:  1. Münzmedailleur bei der Königlichen Münze Berlin.

## Werke (Auswahl)
- 1839: Bronze-Medaille auf die 300-Jahr-Feier der Reformation in Preußen; auf der Vorderseite mit den Brustbildern von Joachim II. Hektor, Kurfürst von Brandenburg, und Friedrich Wilhelm III. von Preußen; auf dem Revers eine belebte Szene mit Kurfürst Joachim in zeittypischer Kleidung beim Abendmahl

Pfeuffer hat während seiner 20-jährigen Anstellung bei der Königlichen Münze auch die Münzstempel für viele andere deutsche Staaten geschnitten: Für Hamburg, Hessen-Kassel, Hohenzollern, Lippe-Detmold, Mecklenburg-Schwerin, Reuß-Obergreiz, Sachsen-Meiningen, Sachsen-Weimar, Schwarzburg-Sondershausen, Waldeck und Pyrmont.